# Sibale
Sibale (Sibale Island) es una isla situada en Filipinas, adyacente a la de Mindanao. Corresponde al término municipal de la Ciudad de Surigao perteneciente a  la provincia de Surigao del Norte situada en la Región Administrativa de Caraga, también denominada Región XIII.

## Geografía
La isla está situada al norte de la ciudad de Surigao, entre las islas de Hikdop y Hanigad (barrios de Aurora y de San Pedro); al sur de la bahía de Aguasán, islas Calibán y Dinagat; al este del estrecho de Surigao; y al norte del canal de Hinatuán. Divida entre los barrios de Lisondra y de Zaragoza.

## Localidades
La isla cuenta con una población de 1,462 habitantes repartidos entre dos siguientes barrios:
- Lisondra, 874 habitantes.
- Zaragoza, 588 habitantes.